# Europese kampioenschappen kunstschaatsen 1937
De Europese Kampioenschappen kunstschaatsen 1937 was de 36e editie voor de mannen en de achtste editie voor de vrouwen en paren van het jaarlijks evenement dat georganiseerd wordt door de Internationale Schaatsunie (ISU).
Alle drie de kampioenschappen vonden voor de vijfde keer plaats in één gaststad. Plaats van handeling was Praag. Het was de tweede keer dat een EK kampioenschap in Praag plaatsvond, eerder werden er de toernooien voor de vrouwen en paren van 1934 gehouden. Het was voor de derde keer dat een EK kampioenschap in Tsjecho-Slowakije werd georganiseerd, eerder vond het kampioenschap voor de mannen van 1928 in Troppau plaats.

## Historie
De Duitse en Oostenrijkse schaatsbond, verenigd in de "Deutscher und Österreichischer Eislaufverband", organiseerden zowel het eerste EK Schaatsen voor mannen als het eerste EK Kunstschaatsen voor mannen in 1891 in Hamburg, in toen nog het Duitse Keizerrijk, nog voor het ISU in 1892 werd opgericht. De internationale schaatsbond nam in 1892 de organisatie van het EK kunstschaatsen over. In 1895 werd besloten voortaan het WK kunstschaatsen te organiseren en kwam het EK te vervallen. In 1898, na twee jaar onderbreking, vond toch weer een herstart plaats van het EK kunstschaatsen.
De vrouwen en paren zouden vanaf 1930 jaarlijks om de Europese titel strijden. De ijsdansers streden vanaf 1954 om de Europese titel in het kunstschaatsen.

## Deelname
Er namen deelnemers uit elf landen deel aan deze kampioenschappen. Zij vulden 38 startplaatsen in de drie disciplines in. Joegoslavië was het 20e land dat op de EK kunstschaatsen werd vertegenwoordigd, er deden twee deelnemers mee in het mannentoernooi.
Voor België kwam Freddy Mésot voor de tweede keer uit in het mannentoernooi, zijn eerste deelname was in 1936.
(Tussen haakjes het totaal aantal startplaatsen over de disciplines.)
| Oostenrijk (8) Verenigd Koninkrijk (7) Tsjecho-Slowakije (6) nazi-Duitsland (5) | Hongarije (3) Frankrijk (2) Joegoslavië (2) Noorwegen (2) | België (1) Finland (1) Italië (1) |

## Medaille verdeling
Bij de mannen veroverde Felix Kaspar de Europese titel, hij was de dertiende man die de titel won. Het was zijn tweede medaille, in 1935 werd hij tweede. Graham Sharp op de tweede plaats veroverde ook zijn tweede medaille, in 1936 werd hij ook tweede. Ook voor Elemér Terták op de derde plaats was het zijn tweede medaille, 1934 werd hij derde.
Bij de vrouwen veroverde Cecilia Colledge de Europese titel, zij was de derde vrouw die de titel won. Het was de eerste Britse Europese titel bij het kunstschaatsen. Het was Colledge haar vierde medaille, in 1933 en 1936 werd ze tweede en in 1935 derde. Megan Taylor op de tweede plaats stond voor de tweede keer op het erepodium, in 1936 werd ze derde. Voor Emmy Putzinger op plaats drie was het haar eerste medaille bij het EK kunstschaatsen.
Bij het paarrijden veroverde Maxi Herber / Ernst Baier voor de derde keer op rij de Europese titel. Het was hun derde medaille als paar, voor Baier was het inclusief de vier medailles bij de mannen zijn zevende EK medaille. Ilse Pausin / Erich Pausin op plaats twee, veroverden hun eerste medaille. Het paar Piroska en Attila Szekrenyessy op de derde plaats veroverden hun tweede medaille, ook in 1936 werden ze derde.
| Discipline | Goud                      | Zilver                     | Brons                                      |
| ---------- | ------------------------- | -------------------------- | ------------------------------------------ |
| Mannen     | Felix Kaspar              | Graham Sharp               | Elemér Terták                              |
| Vrouwen    | Cecilia Colledge          | Megan Taylor               | Emmy Putzinger                             |
| Paren      | Maxi Herber / Ernst Baier | Ilse Pausin / Erich Pausin | Piroska Szekrenyessy / Attila Szekrenyessy |

## Uitslagen
| #      | naam (deelname)       | land                                      | pc |
| ------ | --------------------- | ----------------------------------------- | -- |
| Goud   | Felix Kaspar (4)      | Vlag van Oostenrijk                       |    |
| Zilver | Graham Sharp (2)      | Vlag van Verenigd Koninkrijk              |    |
| Brons  | Elemér Terták (4)     | Vlag van Hongarije (1915-1918, 1919-1946) |    |
| 4      | Freddie Tomlins (2)   | Vlag van Verenigd Koninkrijk              |    |
| 5      | Herbert Alward        | Vlag van Oostenrijk                       |    |
| 6      | Leopold Linhart (3)   | Vlag van Oostenrijk                       |    |
| 7      | Marcus Nikkanen (4)   | Vlag van Finland (1918-1978)              |    |
| 8      | Horst Faber           | Vlag van nazi-Duitsland                   |    |
| 9      | Jaroslav Sadilek      | Vlag van Tsjechië                         |    |
| 10     | Freddy Mesot (2)      | Vlag van België                           |    |
| 11     | Jean Henrion (6)      | Vlag van Frankrijk                        |    |
| 12     | Rudolf Praznowski (4) | Vlag van Tsjechië                         |    |
| 13     | Paul Schwab           | Vlag van Joegoslavië                      |    |
| 14     | Emanuel Thuma         | Vlag van Joegoslavië                      |    |

| #      | naam (deelname)        | land                                      | pc |
| ------ | ---------------------- | ----------------------------------------- | -- |
| Goud   | Cecilia Colledge (4)   | Vlag van Verenigd Koninkrijk              |    |
| Zilver | Megan Taylor (3)       | Vlag van Verenigd Koninkrijk              |    |
| Brons  | Emmy Putzinger (2)     | Vlag van Oostenrijk                       |    |
| 4      | Hedy Stenuf (3)        | Vlag van Frankrijk                        |    |
| 5      | Hanne Niernberger      | Vlag van Oostenrijk                       |    |
| 6      | Gladys Jagger (2)      | Vlag van Verenigd Koninkrijk              |    |
| 7      | Vera Hruba (2)         | Vlag van Tsjechië                         |    |
| 8      | Eva Hyklova            | Vlag van Tsjechië                         |    |
| 9      | Klara Erdoss           | Vlag van Hongarije (1915-1918, 1919-1946) |    |
| 10     | Martha Mayerhans       | Vlag van nazi-Duitsland                   |    |
| 11     | Audrey Peppe           | Vlag van Oostenrijk                       |    |
| 12     | Joy Ricketts           | Vlag van Verenigd Koninkrijk              |    |
| 13     | Irma Hartung           | Vlag van nazi-Duitsland                   |    |
| 14     | Gerd Helland-Björnstad | Vlag van Noorwegen                        |    |
| 15     | Anne Marie Saether     | Vlag van Noorwegen                        |    |

| Er deden negen paren uit zes landen mee. De Europees kampioen Ernst Baier nam voor de achtste keer deel aan een EK kampioenschap, van 1929-1933 nam hij deel bij de mannen en in 1935 en 1936 bij de mannen en paren. Violet Cliff / Leslie Cliff waren het paar met de meeste deelnames, zijn namen voor de vierde keer deel. \| # \| naam (deelname) \| land \| pc \| \| ------ \| ------------------------------------------------ \| ----------------------------------------- \| -- \| \| Goud \| Maxi Herber (3) Ernst Baier (8) \| Vlag van nazi-Duitsland \| \| \| Zilver \| Ilse Pausin (2) Erich Pausin (2) \| Vlag van Oostenrijk \| \| \| Brons \| Piroska Szekrenyessy (2) Attila Szekrenyessy (2) \| Vlag van Hongarije (1915-1918, 1919-1946) \| \| \| 4 \| Violet Cliff (4) Leslie Cliff (4) \| Vlag van Verenigd Koninkrijk \| \| \| 5 \| Inge Koch Gunther Noack \| Vlag van nazi-Duitsland \| \| \| 6 \| Anna Cattaneo Ercole Cattaneo \| Vlag van Italië (1861-1946) \| \| \| 7 \| Liese Kianek Adolf Rosdol \| Vlag van Oostenrijk \| \| \| 8 \| Vera Treybalova (2) Josef Vosolsobe (2) \| Vlag van Tsjechië \| \| \| 9 \| Feda Kalencikova Karel Glogar \| Vlag van Tsjechië \| \| |                                                  |                                           |    |
| # | naam (deelname)                                  | land                                      | pc |
| Goud | Maxi Herber (3) Ernst Baier (8)                  | Vlag van nazi-Duitsland                   |    |
| Zilver | Ilse Pausin (2) Erich Pausin (2)                 | Vlag van Oostenrijk                       |    |
| Brons | Piroska Szekrenyessy (2) Attila Szekrenyessy (2) | Vlag van Hongarije (1915-1918, 1919-1946) |    |
| 4 | Violet Cliff (4) Leslie Cliff (4)                | Vlag van Verenigd Koninkrijk              |    |
| 5 | Inge Koch Gunther Noack                          | Vlag van nazi-Duitsland                   |    |
| 6 | Anna Cattaneo Ercole Cattaneo                    | Vlag van Italië (1861-1946)               |    |
| 7 | Liese Kianek Adolf Rosdol                        | Vlag van Oostenrijk                       |    |
| 8 | Vera Treybalova (2) Josef Vosolsobe (2)          | Vlag van Tsjechië                         |    |
| 9 | Feda Kalencikova Karel Glogar                    | Vlag van Tsjechië                         |    |

Medaillewinnaars

Mannen · 
Vrouwen ·
Paren · 
IJsdansen

Toernooi

1891 · 
1892 · 
1893 · 
1894 · 
1895 · 
1896-1897 · 
1898 · 
1899 · 
1900 · 
1901 · 
1902-1903 · 
1904 · 
1905 · 
1906 · 
1907 · 
1908 · 
1909 · 
1910 · 
1911 · 
1912 · 
1913 · 
1914 · 
1915-1921 · 
1922 · 
1923 · 
1924 · 
1925 · 
1926 · 
1927 · 
1928 · 
1929 · 
1930 · 
1931 · 
1932 · 
1933 · 
1934 · 
1935 · 
1936 · 
1937 · 
1938 · 
1939 ·
1940-1946 · 
1947 · 
1948 · 
1949 · 
1950 · 
1951 · 
1952 · 
1953 · 
1954 · 
1955 · 
1956 · 
1957 · 
1958 · 
1959 · 
1960 · 
1961 · 
1962 · 
1963 · 
1964 · 
1965 · 
1966 · 
1967 · 
1968 · 
1969 · 
1970 · 
1971 · 
1972 · 
1973 · 
1974 · 
1975 · 
1976 · 
1977 · 
1978 · 
1979 · 
1980 · 
1981 · 
1982 · 
1983 · 
1984 · 
1985 · 
1986 · 
1987 · 
1988 · 
1989 · 
1990 · 
1991 · 
1992 · 
1993 · 
1994 · 
1995 ·
1996 · 
1997 · 
1998 · 
1999 · 
2000 · 
2001 · 
2002 · 
2003 · 
2004 · 
2005 · 
2006 ·
2007 ·
2008 ·
2009 ·
2010 ·
2011 ·
2012 ·
2013 ·
2014 ·
2015 ·
2016 ·
2017 ·
2018 ·
2019 ·
2020 ·
2021 · 
2022 · 
2023 · 
2024 · 
2025

WK kunstschaatsen ·
WK kunstschaatsen junioren ·
Viercontinentenkampioenschap ·
Olympische Spelen